# Няня. Королева проклятых
«Няня. Королева проклятых» (англ. The Babysitter: Killer Queen; дословно  — Няня: Королева убийц) — американский комедийный фильм ужасов режиссёра Макджи по сценарию Дэна Лагана, продолжение фильма «Няня», вышедшего в 2017 году. Главные роли в фильме исполняют Джуда Льюис, Дженна Ортега и Эмили Алин Линд. Премьера состоялась 10 сентября 2020.

## Сюжет
Спустя два года после победы Коула над сатанинским культом, возглавляемым его няней Би, парень пытается забыть своё прошлое и сосредоточиться на выживании в старшей школе. Но когда старые враги неожиданно вернутся, Коулу придётся снова перехитрить силы зла.

## В ролях
| Актёр               | Роль              |
| ------------------- | ----------------- |
| Джуда Льюис         | Коул              |
| Дженна Ортега       | Фиби              |
| Эмили Алин Линд     | Мелани            |
| Самара Уивинг       | Би                |
| Робби Амелл         | Макс              |
| Белла Торн          | Эллисон           |
| Эндрю Бэчелор       | Джон              |
| Хана Мэй Ли         | Соня              |
| Кен Марино          | Арчи отец Коула   |
| Лесли Бибб          | Филисс мать Коула |
| Крис Уайлд          | Хуан отец Мелани  |
| Максимилиан Асеведо | Джимми            |
| Хулиосезар Чавез    | Диего             |
| Дженнифер Фостер    | Бум Бум           |
| Карл Макдауэлл      | доктор Макманус   |
| Рэймонд Паттерсон   | мистер Норди      |
| Хелен Хонг          | директор Хайбридж |
| Джейсон Рогель      | офицер Фил        |
| Скотт Макартур      | Лирой насильник   |
| Аманда Черни        | Вайлет продавец   |
| Валентина Мандала   | юная Фиби         |
| Шон Бургос          | отец Фиби         |
| Мелани Херрера      | мать Фиби         |

## Создание
В сентябре 2019 года было объявлено о том, что Джуда Льюис, Хана Мэй Ли, Робби Амелл, Белла Торн, Эмили Элин Линд, Эндрю Бэчелор, Лесли Бибб и Кен Марино вернутся к своим ролям из первого фильма в продолжении, которое будет снимать Макджи по сценарию Дэна Лагана при софинансировании и продюсировании со стороны компаний Wonderland Sound and Vision и Boies/Schiller Film Group. В октябре 2019 года Дженна Ортега присоединилась к актёрскому составу фильма.
Съёмочный период начался 14 октября 2019 года.